# ごきげん月曜7時半
『ごきげん!月曜7時半』（ごきげん げつようしちじはん）は、1986年1月13日から同年9月22日まで日本テレビ系列局で放送された日本テレビ制作のバラエティ番組（お笑い番組）である。放送時間は毎週月曜 19:30 - 20:00 (JST) 。前番組『大きなお世話だ』から引き続きロート製薬の一社提供で、レギュラー番組としては 日本テレビ系列最後の同社一社提供番組となった。

## 概要
三宅裕司と劇団SETがコントを披露するというコンセプトは『大きなお世話だ』から変わっていなかったが、この番組では女性アイドルユニット「B・C・G」（美少女か・ら・ふ・るギャング）が結成された。彼女たちは番組のエンディングテーマ「いつも両親からイレられる200のCheck」を歌った。
前番組と同様に、一部の効果音で使われたBGMは『はーいステップジュン』の効果音にて使用。これは前番組とは違って、CM前のサウンドジングルは『ステップジュン』と同様にBGMアイキャッチ（青木望作曲）が流れていた。

## 出演者
- 三宅裕司
- 劇団SET
- 高田純次
- 松原智恵子
- 阿藤海
- 坂上忍
- 稲川淳二
- 宮川大助・花子
- パワーズ
- B・C・G （美少女カラフルギャング）

## スタッフ
- 監修：河野洋、奥山侊伸
- 構成：竹田康一郎、かとうまなぶ、大沢直行、長谷川勝士、西田公久
- 音楽監修：森雪之丞、窪田晴夫
- 音楽：マイティ・オペラ
- 振付：土居甫
- 美術：奥津徹夫、石附千秋
- 技術：鈴木康介
- カメラ：鈴木博
- 音声：伊東聡
- 照明：佐野利喜男／佐藤隆（共立）
- 調整：斉藤智徳、河田稔
- 音楽効果：伊藤博
- TK：大久保千代美、鈴木句美子
- 演出補：松本直樹、稲庭由美子、北村圭司郎、末岡俊一、内田充昭
- 制作補：佐久間宏則
- 演出：高木章雄
- プロデューサー：庄司文雄
- 制作協力：出口孝臣（アミューズ）、前原雅勝（THE WORKS）
- 製作著作：日本テレビ